# Le Coup du siècle (film, 2019)
Pour l’article homonyme, voir Le Coup du siècle.
Pour plus de détails, voir Fiche technique et Distribution.
Le Coup du siècle ou Arnaqueuses au Québec (The Hustle) est une comédie américaine réalisée par Chris Addison, sortie en 2019. Il s'agit d'un remake féminin du film Le Plus Escroc des deux de Frank Oz, avec Steve Martin et Michael Caine dans les rôles principaux, sorti en 1988.

## Synopsis
Deux jeunes femmes issues de mondes différents, Joséphine et Penny, débarquent sur la Côte d’Azur afin d'escroquer des hommes fortunés. D'abord rivales, elles sympathisent lorsque Penny demande à la première de la prendre sous son aile pour lui apprendre ses tactiques d'escroquerie, puis tenir un pari fou.

## Fiche technique
- Titre original : The Hustle
- Titre français : Le Coup du siècle
- Titre québécois : Arnaqueuses
- Réalisation : Chris Addison
- Scénario : Stanley Shapiro, Paul Henning, Dale Launer et Jac Schaeffer
- Montage : Anthony Boys
- Musique : Anne Dudley
- Photographie : Michael Coulter
- Production : Roger Birnbaum et Rebel Wilson
- Sociétés de production : Pin High Productions, Cave 76 Productions, Camp Sugar Productions et Metro-Goldwyn-Mayer
- Société de distribution : Universal Pictures
- Pays d'origine :  États-Unis
- Langue originale : anglais
- Format : couleur
- Genre : comédie
- Durée : 94 minutes
- Dates de sortie : 
  - États-Unis : 10 mai 2019
  - France : 17 juillet 2019

## Distribution
- Anne Hathaway (VF : Caroline Victoria ; VQ : Geneviève Désilets) : Joséphine Chesterfield
- Rebel Wilson (VF : Edwige Lemoine ; VQ : Émilie Bibeau) : Penny Rust
- Alex Sharp (VF : Gauthier Battoue ; VQ : Louis Lacombe-Petrowski) : Thomas Westerburg
- Ingrid Oliver (VF : Barbara Kelsch ; VQ : Julie Beauchemin) : Brigitte Desjardins
- Emma Davies (en) (VF : Christèle Billault) : Cathy
- Dean Norris (VF : Jean-François Aupied) : Howard Bacon
- Timothy Simons (VF : Jérémie Covillault) : Jérémy
- Rob Delaney : Todd
- Tim Blake Nelson : Portnoy
- Douggie McMeekin : Jason
- Casper Christensen (VF : Arnaud Bedouët ; VQ : François Trudel) : Mathias
- Nicholas Woodeson (VF : Yann Pichon): Albert
- Hannah Waddingham : Shiraz
- Rebekah Staton : Chloé

## Production
La ville de Beaumont-sur-Mer n'existe que pour les besoins du film. En réalité, il s'agit de Beaulieu-sur-Mer, située effectivement sur la Côte d'Azur entre Nice et Monaco. Les séquences tournées à l'hôtel de Beaumont-sur-Mer ont été filmées en réalité au complexe hôtelier Hospes Maricel situé sur l'île de Majorque en Espagne.

## Distinctions
Nominations
- Razzie Awards 2020 : nommé dans les catégories pire actrice pour Anne Hathaway, pire actrice pour Rebel Wilson